# 方功鉞
方功鉞，清朝政治人物。湖南巴陵縣人。
嘉慶二十五年（1820年）庚辰科進士。道光年間，接替彭衍堂護理福建龍巖州知州一职。由黄梓春接任。